# Resultados do Carnaval do Rio de Janeiro em 2025
Nesta página estão listados os resultados dos concursos de escolas de samba e de blocos carnavalescos do carnaval do Rio de Janeiro do ano de 2025. Os desfiles foram realizados entre os dias 28 de fevereiro e 8 de março de 2025.
A Beija-Flor foi a campeã do Grupo Especial, conquistando seu décimo quinto título na elite do carnaval carioca, quebrando o jejum de sete anos sem vitórias. O enredo "Laíla de Todos os Santos, Laíla de Todos os Sambas" foi desenvolvido pelo carnavalesco João Vitor Araújo, que conquistou seu primeiro título no Grupo Especial. O desfile homenageou o carnavalesco Laíla, figura histórica na agremiação de Nilópolis. O desfile também marcou a despedida de Neguinho da Beija-Flor após cinquenta anos consecutivos sendo intérprete oficial da escola. A Grande Rio foi vice-campeã por apenas um décimo de diferença para a Beija-Flor com um desfile sobre a Encantaria do Estado do Pará. De volta ao Grupo Especial, após vencer a Série Ouro no carnaval anterior, a Unidos de Padre Miguel se classificou em último lugar sendo rebaixada de volta para a segunda divisão.
Aos seis anos de existência, a Acadêmicos de Niterói venceu a Série Ouro, garantindo o acesso à primeira divisão pela primeira vez em sua história. A escola apresentou um enredo sobre as Festas Juninas. Unidos do Jacarezinho venceu a Série Prata, sendo promovida à segunda divisão, de onde estava afastada desde 2013. Na Série Bronze, a União do Parque Curicica venceu a primeira noite e a Acadêmicos do Dendê venceu a segunda noite. Tendo a maior pontuação, a Curicica ficou com o título de campeã da Série Bronze. As duas foram promovidas para a terceira divisão junto com Lins Imperial e Siri de Ramos. Rosa de Ouro venceu o desfile do Grupo de Avaliação, sendo promovida à quarta divisão junto com a Novo Império.

## Grupo Especial
O desfile do Grupo Especial foi organizado pela Liga Independente das Escolas de Samba do Rio de Janeiro (LIESA) e realizado no Sambódromo da Marquês de Sapucaí, com início às 22 horas entre os dias 2 e 4 de março de 2025.
Aos 26 anos de idade, Gabriel David, filho do presidente de honra da Beija-Flor, Anísio Abraão David, foi eleito presidente da LIESA, se tornando o mais jovem a ocupar o cargo. Anteriormente, ele ocupava o cargo de diretor de marketing da entidade. Em seu primeiro ano como presidente, com anuência de todas as escolas, promoveu diversas mudanças no concurso.
- O desfile passou a ser dividido em três noites, com quatro escolas se apresentando em cada noite.[9]
- O tempo de apresentação de cada escola aumentou em dez minutos. Cada agremiação teve entre setenta e oitenta minutos para se apresentar.
- Final do módulo duplo de julgadores no setor três e criação de um novo módulo no setor nove, totalizando quatro cabines de jurados ao longo da avenida e uma nova parada para apresentação de Comissão de Frente e Mestre-sala e Porta-bandeira.[10]
- Os julgadores passaram a entregar as notas das escolas ao final de cada noite. Até 2024, os julgadores entregavam as notas ao final do último desfile, após todas se apresentarem.[11]

Ordem dos desfiles
A ordem dos desfiles foi definida através de sorteio realizado no dia 23 de maio de 2024 na Cidade do Samba. Três escolas tiveram posições definidas de acordo com o resultado do carnaval anterior: Campeã da Série Ouro (segunda divisão) de 2024, a Unidos de Padre Miguel ficou responsável por abrir a primeira noite; penúltima colocada do Grupo Especial de 2024, a Unidos da Tijuca ficou responsável por abrir a segunda noite; antepenúltima colocada do Grupo Especial de 2024, a Mocidade Independente de Padre Miguel ficou responsável por abrir a terceira noite. As demais escolas participaram do sorteio. Para equilibrar forças, a LIESA dividiu as agremiações em três trios, sendo que, dentro dos trios, cada escola desfilaria em uma noite diferente. Os trios formados foram: Beija-Flor, Mangueira e Portela; Grande Rio, Salgueiro e Viradouro; Imperatriz, Paraíso do Tuiuti e Vila Isabel. Primeiro foi sorteada a noite de desfile de cada escola; depois foi sorteada a ordem de apresentação de cada noite. Após o sorteio foi permitido que as escolas negociassem a troca de posições dentro de cada noite, mas não houve trocas.
| Domingo (2 de março de 2025)                                                                                  | Segunda-feira (3 de março de 2025)                                                                 | Terça-feira (4 de março de 2025)                                                                     |
| --- | -------------------------------------------------------------------------------------------------- | --- |
| 1. Unidos de Padre Miguel 2. Imperatriz Leopoldinense 3. Unidos do Viradouro 4. Estação Primeira de Mangueira | 1. Unidos da Tijuca 2. Beija-Flor de Nilópolis 3. Acadêmicos do Salgueiro 4. Unidos de Vila Isabel | 1. Mocidade Independente de Padre Miguel 2. Paraíso do Tuiuti 3. Acadêmicos do Grande Rio 4. Portela |

Quesitos e julgadores
Foram mantidos os nove quesitos de avaliação e a mesma quantidade de julgadores (36) do ano anterior. Cada quesito foi avaliado por quatro julgadores. Em setembro de 2024, foi realizado um simpósio para definir os critérios de avaliação e julgamento. Os nomes dos julgadores foram revelados no dia 6 de fevereiro de 2025, enquanto os módulos foram sorteados no dia 17 do mesmo mês.
| Quesitos | Quesitos                     | Módulo 1 - Setor 3 e 3 A/B | Módulo 2 - Setor 6      | Módulo 3 - Setor 9    | Módulo 4 - Setor 10      |
| Quesitos | Quesitos                     | Julgador 1                 | Julgador 2              | Julgador 3            | Julgador 4               |
| -------- | ---------------------------- | -------------------------- | ----------------------- | --------------------- | ------------------------ |
|          | Enredo                       | Mônica Mançur              | Arthur Nunes Gomes      | Johny Soares          | Marcelo Figueira         |
|          | Mestre-Sala e Porta-Bandeira | Mônica Barbosa             | Henna Melo              | Eduardo Torres        | Fernando Bersot          |
|          | Bateria                      | Rafael Barros Castro       | Ary Jayme Cohen         | Philipe Galdino       | Geiza Carvalho           |
|          | Harmonia                     | Bruno Marques              | Rodrigo Lima            | Júlia Félix           | Jardel Maia              |
|          | Alegorias e Adereços         | Fernando Lima              | Madson Oliveira         | Soter Bentes          | Walber Ângelo de Freitas |
|          | Evolução                     | Verônica Tores             | Gerson Martins          | Lucila de Beaurepaire | Matheus Dutra            |
|          | Fantasias                    | Sérgio Henrique Silva      | Paulo Paradela          | Betto Gomes           | Wagner Oliveira          |
|          | Samba-enredo                 | Alfredo Del-Penho          | Alessandro Ventura      | Igor Fagundes         | Ana Paula Fernandes      |
|          | Comissão de Frente           | Paola Novaes               | Rafaela Riveiro Ribeiro | Raffael Araújo        | Raphael David Filho      |

### Classificação

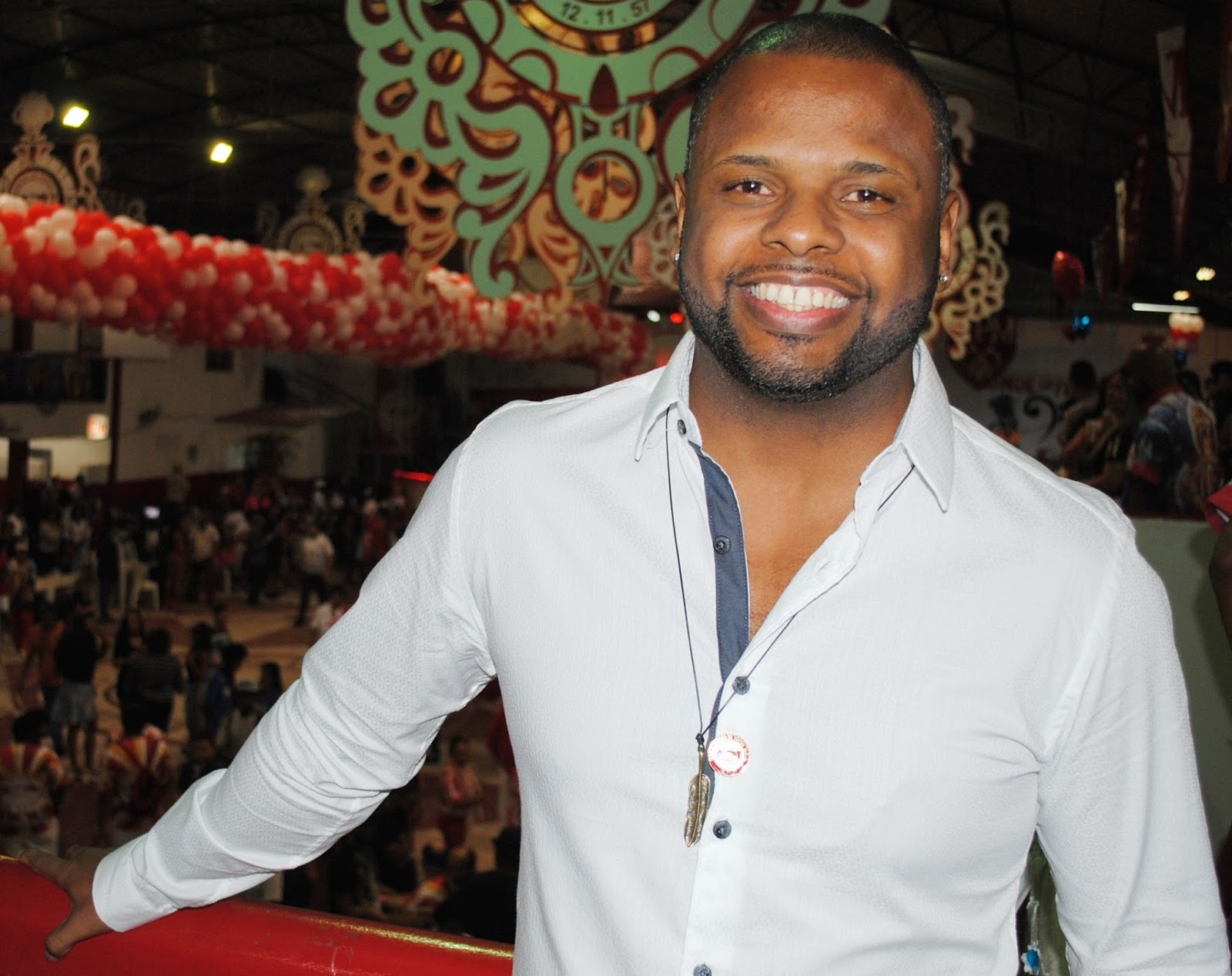
João Vitor Araújo conquistou seu primeiro título no Grupo Especial.

A Beija-Flor conquistou seu décimo quinto título no Grupo Especial do carnaval carioca, sete anos após a conquista anterior, em 2018. O enredo "Laíla de Todos os Santos, Laíla de Todos os Sambas" foi desenvolvido pelo carnavalesco João Vitor Araújo, que conquistou seu primeiro título no Grupo Especial, tornando-se também o primeiro carnavalesco a conquistar um título solo pela agremiação desde Joãosinho Trinta em 1983. O desfile homenageou o carnavalesco Laíla, figura histórica na agremiação de Nilópolis, morto em 2021 por COVID-19. Durante o desfile, a escola recriou o carro do cristo coberto, utilizado no desfile de 1989 quando a Arquidiocese de São Sebastião do Rio de Janeiro vetou o uso do Cristo Redentor. No entanto, a faixa com a frase "Do Orun (céu) olhai por nós" acabou sendo enrolada pelo vento, dividindo opiniões pelas quantidades de notas 10 conquistadas. A escola atingiu a pontuação máxima, tendo apenas três notas abaixo da máxima, que, seguindo o regulamento do concurso, foram descartadas.

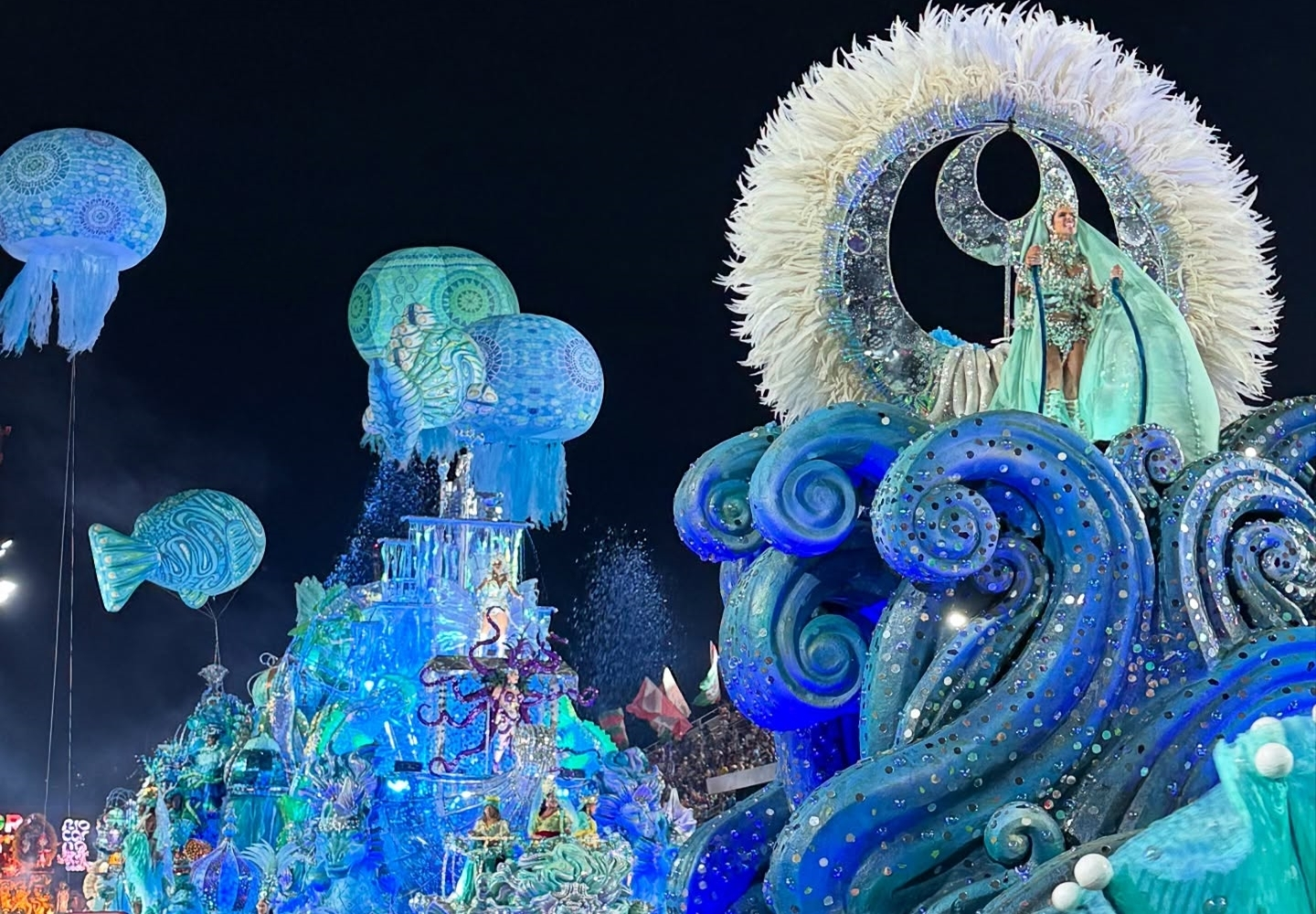
Desfile da Grande Rio, a vice-campeã.

A Grande Rio foi vice-campeã com apenas um décimo de diferença para a Beija-Flor. A escola realizou um desfile sobre a Encantaria do Estado do Pará, tendo como fio condutor as três princesas turcas (Mariana, Herondina, Jarina), cultuadas no Tambor de Mina, na pajelança cabocla e no carimbó. As notas do quesito Bateria foram alvo de polêmica após um dos jurados ter declarado que não conseguiu ouvir o batuque do curimbó, além de um erro no momento em que a LIESA lançou o caderno de notas em seu site, sendo corrigido em seguida, com a escola anunciando abertura de recurso por conta disso. Terceira colocada, a Imperatriz Leopoldinense fez um desfile baseado num itã que narra a ida de Oxalá ao Reino de Oyó com a intenção de visitar Xangô. Campeã do ano anterior, a Unidos do Viradouro foi a quarta colocada com um desfile sobre Malunguinho, uma falange espiritual afro-ameríndia presente nos terreiros de Catimbó, Toré e Umbanda, inspirada na figura de João Batista, o último líder do Quilombo do Catucá. Quinta colocada, a Portela homenageou o cantor Milton Nascimento. O artista participou da homenagem, desfilando na última alegoria da escola. A Estação Primeira de Mangueira conquistou a última vaga do Desfile das Campeãs com um desfile sobre a historicidade da população preta na região da Pequena África, dos bantus até a contemporaneidade. Viradouro, Portela e Mangueira somaram a mesma pontuação final. O desempate ocorreu nos quesitos Comissão de Frente e Samba-Enredo.

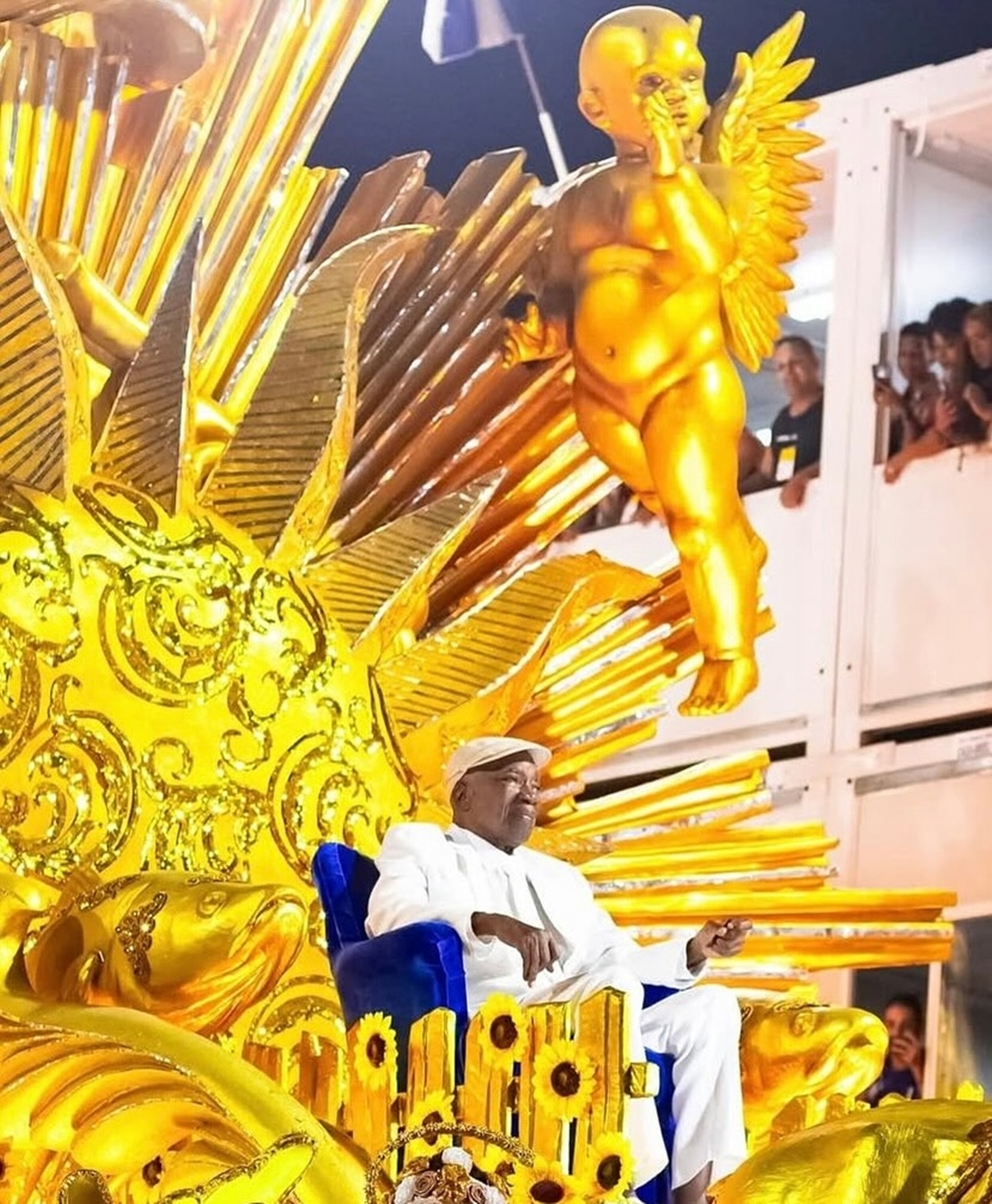
Milton Nascimento no desfile da Portela, a quinta colocada.

Sétimo colocado, o Salgueiro fez um desfile sobre a relação humana com a busca pela proteção espiritual. O samba-enredo da escola foi o mais ouvido nas plataformas digitais. A Vila Isabel foi a oitava colocada com um desfile sobre assombrações. Nona colocada, a Unidos da Tijuca realizou um desfile sobre Logunedé. Paraíso do Tuiuti se classificou em décimo lugar com um desfile sobre Xica Manicongo. Penúltima colocada, a Mocidade Independente de Padre Miguel realizou um desfile sobre o futuro da Humanidade. Foi o último trabalho da carnavalesca Márcia Lage, morta pouco antes do desfile, em janeiro de 2025. De volta ao Grupo Especial após 53 anos, a Unidos de Padre Miguel se classificou em último lugar, sendo rebaixada novamente para a segunda divisão. A escola realizou um desfile sobre Iyá Nassô, fundadora do Candomblé da Barroquinha, que deu origem a Casa Branca do Engenho Velho. A divulgação de suas notas foi alvo de críticas, fazendo com que os seus representantes deixassem a Cidade do Samba durante a leitura das pontuações em protesto. A escola também contestou as suas notas, após alegações de falha na transmissão do som e também com acusações de racismo e intolerância religiosa de uma jurada na avaliação durante a publicação do caderno do júri. Ana Paula Fernandes, a mesma jurada que esqueceu de dar nota à três escolas, tirou três décimos da agremiação no quesito Samba-Enredo pelo "excesso de termos em iorubá". O presidente da LIESA, Gabriel David, reconheceu que a UPM foi mal julgada e sofreu preconceito e afirmou que levaria o caso à plenária, reunindo as escolas do Grupo Especial, mas a entidade alegou não haver previsão jurídica para recurso sobre notas, mantendo o rebaixamento da escola.
| Legenda: Desfile das Campeãs Rebaixada para a segunda divisão |

| Col. | Escola                                | Enredo                                                                              | Carnavalesco(a)                   | Pontos | Desempate         |
| ---- | ------------------------------------- | ----------------------------------------------------------------------------------- | --------------------------------- | ------ | ----------------- |
| 1    | Beija-Flor de Nilópolis               | Laíla de Todos os Santos, Laíla de Todos os Sambas                                  | João Vitor Araújo                 | 270    | -                 |
| 2    | Acadêmicos do Grande Rio              | Pororocas Parawaras: As Águas dos Meus Encantos nas Contas dos Curimbós             | Gabriel Haddad e Leonardo Bora    | 269,9  | -                 |
| 3    | Imperatriz Leopoldinense              | Ómi Tútú ao Olúfon - Água Fresca para o Senhor de Ifón                              | Leandro Vieira                    | 269,8  | -                 |
| 4    | Unidos do Viradouro                   | Malunguinho: O Mensageiro de Três Mundos                                            | Tarcísio Zanon                    | 269,4  | Comissão (30 pts) |
| 5    | Portela                               | Cantar Será Buscar o Caminho que Vai Dar no Sol - Uma Homenagem a Milton Nascimento | André Rodrigues e Antônio Gonzaga | 269,4  | Samba (30 pts)    |
| 6    | Estação Primeira de Mangueira         | À Flor da Terra - No Rio da Negritude Entre Dores e Paixões                         | Sidnei França                     | 269,4  | Samba (29,9 pts)  |
| 7    | Acadêmicos do Salgueiro               | Salgueiro de Corpo Fechado                                                          | Jorge Silveira                    | 269,2  | -                 |
| 8    | Unidos de Vila Isabel                 | Quanto mais Eu Rezo, mais Assombração Aparece!                                      | Paulo Barros                      | 269,1  | -                 |
| 9    | Unidos da Tijuca                      | Logun-Edé - Santo Menino que Velho Respeita                                         | Edson Pereira                     | 268,8  | -                 |
| 10   | Paraíso do Tuiuti                     | Quem Tem Medo de Xica Manicongo?                                                    | Jack Vasconcelos                  | 268,7  | -                 |
| 11   | Mocidade Independente de Padre Miguel | Voltando Para o Futuro - Não Há Limites pra Sonhar                                  | Renato Lage e Márcia Lage         | 267,9  | -                 |
| 12   | Unidos de Padre Miguel                | Egbé Iyá Nassô                                                                      | Alexandre Louzada e Lucas Milato  | 266,8  | -                 |

### Desfile das Campeãs
O Desfile das Campeãs foi realizado no Sambódromo da Marquês de Sapucaí, tendo início às 22 horas e 35 minutos do sábado, dia 8 de março de 2025. Antes dos desfiles, houve um show especial com a participação de Ivete Sangalo, Iza, Zezé Motta e Leci Brandão. Em seguida, as seis primeiras colocadas do Grupo Especial desfilaram seguindo a ordem inversa de classificação. Alguns integrantes de uma ala da Grande Rio protestaram contra o resultado usando camisas com a inscrição "a verdadeira campeã do carnaval 2025". Além disso, durante o seu desfile, o mestre de bateria Fafá, na companhia da atriz Paolla Oliveira, que se despedia do cargo de rainha da bateria, provocou o corpo de jurados durante a apresentação do batuque do curimbó, ironizando a avaliação de uma das juradas que teria descontado ponto da escola por não ter escutado o som do instrumento. A atriz Giovanna Lancellotti, que desfilou pela Beija-Flor, chegou a provocar ambos ao postar um vídeo dos últimos minutos do desfile da escola, ironizando a crítica que os dois haviam feito à sonorização. Durante a transmissão do desfile da Mangueira, os repórteres do Multishow chegaram a destacar que a agremiação poderia ser multada por ultrapassar os seis minutos estabelecidos das apresentações, o que acabou não acontecendo já que a escola encerrou o desfile dentro da tolerância máxima de dez minutos.
| Ordem dos desfiles                                                             |
| 1. Mangueira 2. Portela 3. Viradouro 4. Imperatriz 5. Grande Rio 6. Beija-Flor |

### Premiações
| Prêmios 2025          | Escola / Desfile | Samba-enredo | Melhor Enredo | Melhor Bateria | Mestre-sala e Porta-bandeira               | Comissão de Frente | Melhor Intérprete        | Ala de Passistas | Ala de Baianas | Melhor Carnavalesco                   | Melhor Harmonia | Melhores Alegorias | Melhores Fantasias |
| --------------------- | ---------------- | ------------ | ------------- | -------------- | ------------------------------------------ | ------------------ | ------------------------ | ---------------- | -------------- | ------------------------------------- | --------------- | ------------------ | ------------------ |
| Estandarte de Ouro    | Imperatriz       | Beija-Flor   | Imperatriz    | Imperatriz     | Julinho e Rute (Viradouro)                 | Mocidade           | Ito Melodia (Tijuca)     | Salgueiro        | Tijuca         | -                                     | -               | -                  | -                  |
| Estrela do Carnaval   | Beija-Flor       | Grande Rio   | Tuiuti        | Mocidade       | Phelipe e Rafaela (Imperatriz)             | Viradouro          | Evandro M. (Grande Rio)  | Mocidade         | Tijuca         | João Vitor (Beija-Flor)               | Beija-Flor      | Grande Rio         | Grande Rio         |
| Explosão in Samba     | Imperatriz       | Salgueiro    | -             | Tuiuti         | Sidclei e Marcella (Salgueiro)             | Beija-Flor         | Evandro M. (Grande Rio)  | Portela          | Mangueira      | -                                     | Beija-Flor      | Imperatriz         | -                  |
| Gato de Prata         | Beija-Flor       | Beija-Flor   | -             | Imperatriz     | Julinho e Rute (Viradouro)                 | Mocidade           | Ito Melodia (Tijuca)     | Salgueiro        | Vila Isabel    | Leandro Vieira (Imperatriz)           | Tijuca          | -                  | -                  |
| 100% Carnaval         | Grande Rio       | Beija-Flor   | Tuiuti        | Imperatriz     | Daniel (Grande Rio) e Marcella (Salgueiro) | Mocidade           | Pitty (Imperatriz)       | Vila Isabel      | Tuiuti         | Leonardo B. e Gabriel H. (Grande Rio) | -               | Grande Rio         | Grande Rio         |
| Melhores do Carnaval  | Beija-Flor       | Grande Rio   | Tuiuti        | Imperatriz     | Julinho (Viradouro) e Marcella (Salgueiro) | Mangueira          | Evandro M. (Grande Rio)  | -                | Salgueiro      | Leonardo B. e Gabriel H. (Grande Rio) | -               | Grande Rio         | -                  |
| S@mba-Net             | Grande Rio       | Beija-Flor   | Imperatriz    | Mangueira      | Phelipe e Rafaela (Imperatriz)             | Mangueira          | Pitty (Imperatriz)       | Beija-Flor       | Tijuca         | -                                     | -               | -                  | -                  |
| Troféu Sambario       | Beija-Flor       | Grande Rio   | Imperatriz    | Imperatriz     | Phelipe e Rafaela (Imperatriz)             | Mocidade           | Evandro M. (Grande Rio)  | Mocidade         | Portela        | -                                     | -               | Grande Rio         | Grande Rio         |
| Troféu Tupi           | Beija-Flor       | Beija-Flor   | Beija-Flor    | Imperatriz     | Julinho e Rute (Viradouro)                 | Mocidade           | Pitty (Imperatriz)       | Tuiuti           | Salgueiro      | João Vitor (Beija-Flor)               | -               | -                  | -                  |
| Resenha dos Sambistas | -                | Beija-Flor   | Tuiuti        | Beija-Flor     | Phelipe e Rafaela (Imperatriz)             | Mocidade           | Evandro M. (Grande Rio)  | Salgueiro        | Tuiuti         | -                                     | Grande Rio      | -                  | -                  |
| Plumas & Paetês       | -                | Beija-Flor   | -             | Beija-Flor     | Diogo e Bruna (Mocidade)                   | Tuiuti             | Igor Sorriso (Salgueiro) | Vila Isabel      | -              | Jack Vasconcelos (Tuiuti)             | Beija-Flor      | -                  | -                  |
| Troféu Bateria        | -                | -            | -             | Vila Isabel    | -                                          | -                  | -                        | -                | -              | -                                     | -               | -                  | -                  |

Os(as) mais premiados(as):

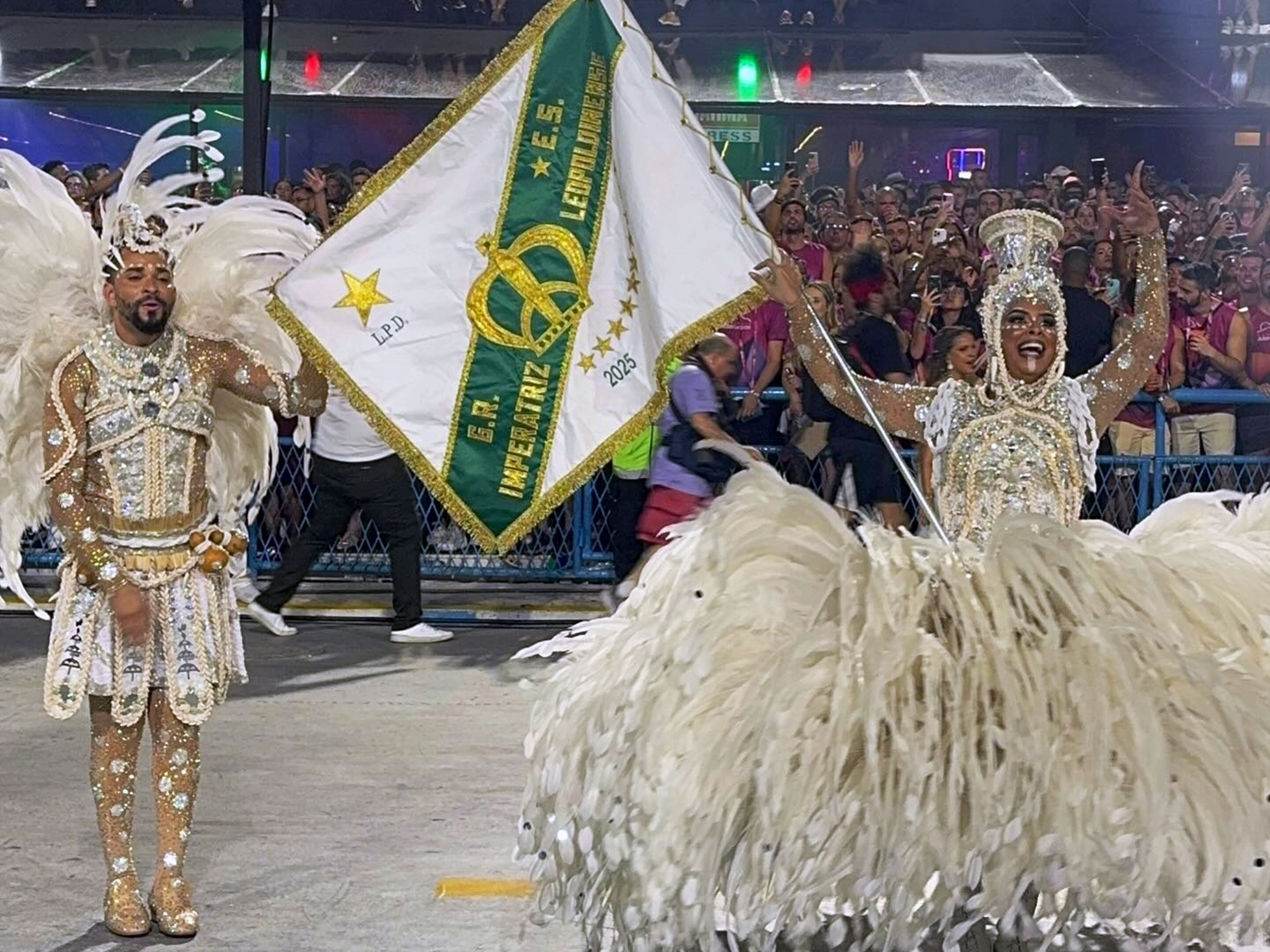
Phelipe Lemos e Rafaela Theodoro no desfile da Imperatriz, a terceira colocada do carnaval. Casal foi o mais premiado do ano.

- Melhor Escola/Desfile: Beija-Flor com 5 prêmios.
- Samba-enredo: Beija-Flor com 7 prêmios.
- Enredo: Paraíso do Tuiuti com 4 prêmios.
- Bateria: Imperatriz com 6 prêmios.
- Mestre-sala e Porta-bandeira: Phelipe e Rafaela (Imperatriz) com 4 prêmios.
- Comissão de Frente: Mocidade com 6 prêmios.
- Intérprete: Evandro Malandro (Grande Rio) com 5 prêmios.
- Ala de Passistas: Salgueiro com 3 prêmios.
- Ala de Baianas: Unidos da Tijuca com 3 prêmios.
- Harmonia: Beija-Flor com 3 prêmios.
- Alegorias e Fantasias: Grande Rio com 4 prêmios.
- Carnavalescos: João Vitor (Beija-Flor) e Leonardo Bora e Gabriel Haddad (Grande Rio) com 2 prêmios cada.

## Série Ouro
O desfile da Série Ouro (segunda divisão) foi organizado pela LIGA RJ e realizado no Sambódromo da Marquês de Sapucaí, tendo início às 21 horas dos dias 28 de fevereiro e 1 de março de 2025.
Incêndio em fábrica de fantasias
Na manhã do dia 12 de fevereiro de 2025, faltando dezesseis dias para o desfile, um incêndio atingiu uma fábrica terceirizada em Ramos, na Zona Norte do Rio de Janeiro. O local era utilizado por escolas de samba das divisões de acesso para a produção de fantasias. Ao menos 21 pessoas se feriram, dez delas em estado grave por queimaduras nas vias aéreas causadas pela inalação de fumaça. O Império Serrano foi a escola mais atingida, perdendo 97% de suas fantasias. Unidos de Bangu e Unidos da Ponte sofreram perdas de 60% de seus figurinos, além de material destinado à confecção de novas fantasias. Outras agremiações, como Inocentes de Belford Roxo, Porto da Pedra, União do Parque Acari e Arranco, também sofreram danos, em proporção menor. No mesmo dia do incêndio, a LIGA RJ decidiu que as três agremiações mais prejudicadas pelo incêndio (Império Serrano, Unidos de Bangu e Unidos da Ponte) desfilariam como hors concours, não sendo julgadas, com o regulamento sendo mantido para as demais agremiações.
Ordem dos desfiles
A ordem dos desfiles foi definida através de um sorteio realizado no dia 18 de junho de 2024 na sede da LIGA RJ. Para equilibrar forças, a LIGA RJ dividiu as escolas em pares, sendo que, dentro dos pares, cada escola desfilaria em uma noite diferente. Os pares formados foram: Império Serrano e Estácio de Sá; Unidos do Porto da Pedra e União da Ilha do Governador; São Clemente e Inocentes de Belford Roxo; Acadêmicos de Niterói e União de Maricá; Acadêmicos de Vigário Geral e Em Cima da Hora; Unidos de Bangu e Unidos da Ponte.
Primeiro foi sorteada a noite de desfile de cada escola; depois foi sorteada a ordem de apresentação de cada noite. Após o sorteio foi permitido que as escolas negociassem a troca de posições dentro de cada noite. Três escolas tinham posições pré-definidas por regulamento e não participaram do sorteio: Vice-campeã geral da Série Prata (terceira divisão) de 2024, a Botafogo Samba Clube ficou responsável por abrir a primeira noite; enquanto a campeã, Tradição, ficou responsável por iniciar a segunda noite. Décima quarta e décima terceira colocada da Série Ouro de 2024, respectivamente, a Arranco e a União do Parque Acari foram as segundas escolas a entrarem na Sapucaí. Vice-campeã da Série Ouro de 2024, a Império Serrano pode escolher a sua posição de desfile, participando apenas do sorteio que definiu em qual noite desfilaria.
| Sexta-feira (28 de fevereiro de 2025) | Sábado (1 de março de 2025) |
| --- | --- |
| 1. Botafogo Samba Clube 2. Arranco 3. Inocentes de Belford Roxo 4. Unidos da Ponte (Hors concours) 5. Estácio de Sá 6. União de Maricá 7. Em Cima da Hora 8. União da Ilha do Governador | 1. Tradição 2. União do Parque Acari 3. Acadêmicos de Vigário Geral 4. Unidos de Bangu (Hors concours) 5. Unidos do Porto da Pedra 6. São Clemente 7. Acadêmicos de Niterói 8. Império Serrano (Hors concours) |

Quesitos e julgadores

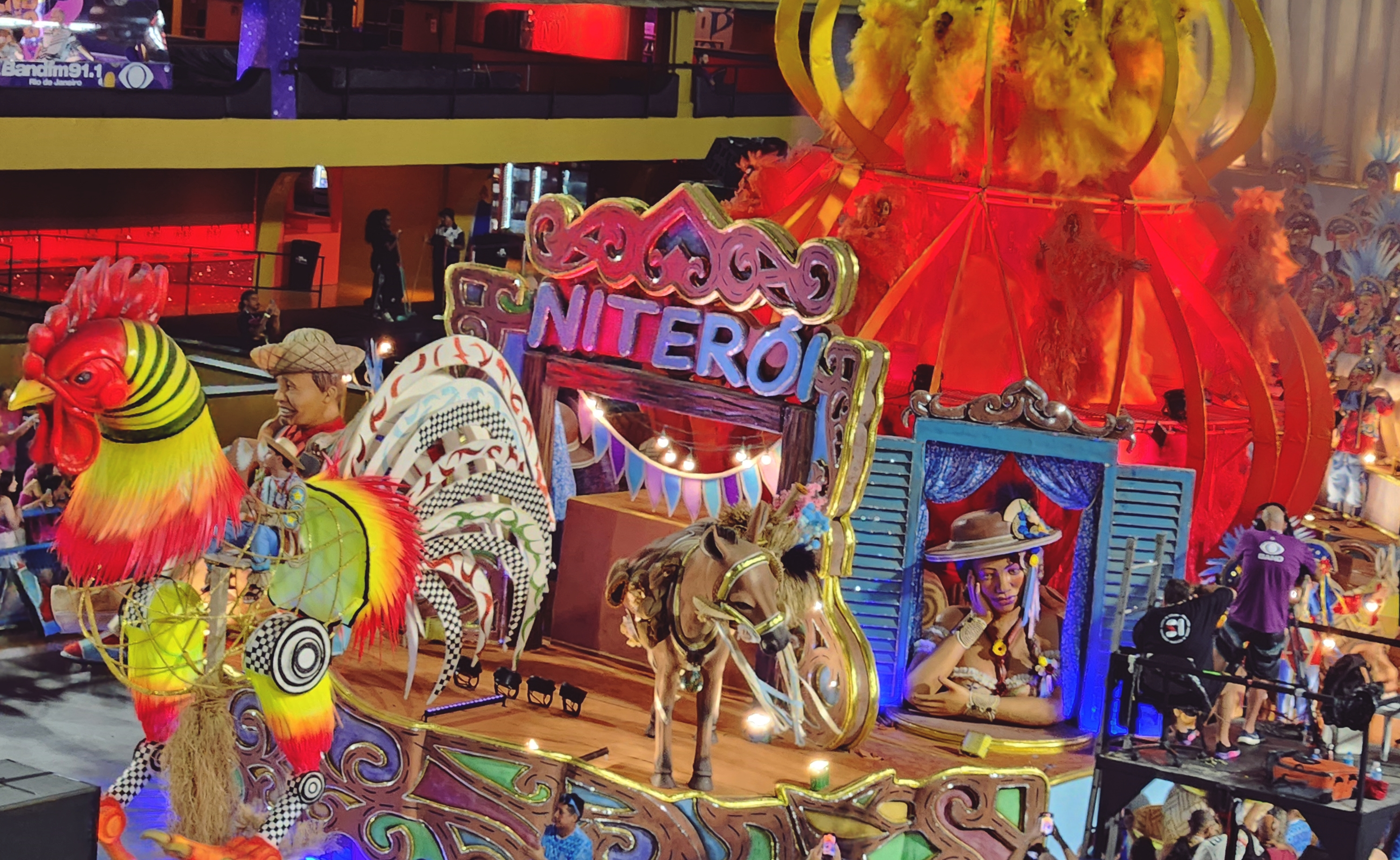
Desfile da Acadêmicos de Niterói em 2025. Escola venceu a Série Ouro.

Foram mantidos os nove quesitos de avaliação dos anos anteriores e a mesma quantidade de julgadores (quatro por quesito).
| Quesitos | Quesitos                     | Julgador 1            | Julgador 2               | Julgador 3               | Julgador 4            |
| -------- | ---------------------------- | --------------------- | ------------------------ | ------------------------ | --------------------- |
|          | Fantasia                     | Anderson Ferreira     | Adrian Silveira Nunes    | Luciano Moreira          | Izabella Nobre        |
|          | Enredo                       | Fabrício Herberth     | Cláudia Quelhas          | Clécia dos Reis Oliveira | Ana Aparecida Ribeiro |
|          | Samba-enredo                 | Renato Vazquez        | Bárbara Siqueira         | Vinicius Cesar           | Jair Silva            |
|          | Evolução                     | Talita Veloso         | Jaqueline Rodrigues      | Matheus Abreu            | Leandro Ferreira      |
|          | Comissão de Frente           | Flávio Freire Xavier  | Luciano Arruda           | Fernando Gomes           | Simone de Alencar     |
|          | Bateria                      | Fernanda Gonçalves    | Paulo Cesar Correa       | Jorge Luiz Gomes         | Ricardo Oliveira      |
|          | Mestre-Sala e Porta-Bandeira | Thiago Willian Lima   | Elizeu de Miranda Correa | Simone de Lima Machado   | Marta Lopes Duarte    |
|          | Alegorias e Adereços         | Ana Maria Bottoni     | Renato Costa             | Sérvolo Jorge Alves      | Camila Mendonça       |
|          | Harmonia                     | Paulo Roberto Fidelis | Alexandre Magalhães      | Jorge Antônio Carvalho   | Cristina Alves        |

### Classificação
Aos seis anos de existência, a Acadêmicos de Niterói venceu a Série Ouro e foi promovida ao Grupo Especial pela primeira vez em sua história. A escola realizou um desfile sobre Festas Juninas. O enredo "Vixe Maria" foi desenvolvido pelo carnavalesco Tiago Martins, que conquistou seu primeiro título na segunda divisão. Dos 270 pontos possíveis, a Acadêmicos de Niterói conquistou 269,5, perdendo um décimo no quesito Harmonia e dois décimos nos quesitos Evolução e Mestre-Sala e Porta-Bandeira. A escola estreou nos desfiles em 2023, quando substituiu a Acadêmicos do Sossego na segunda divisão.

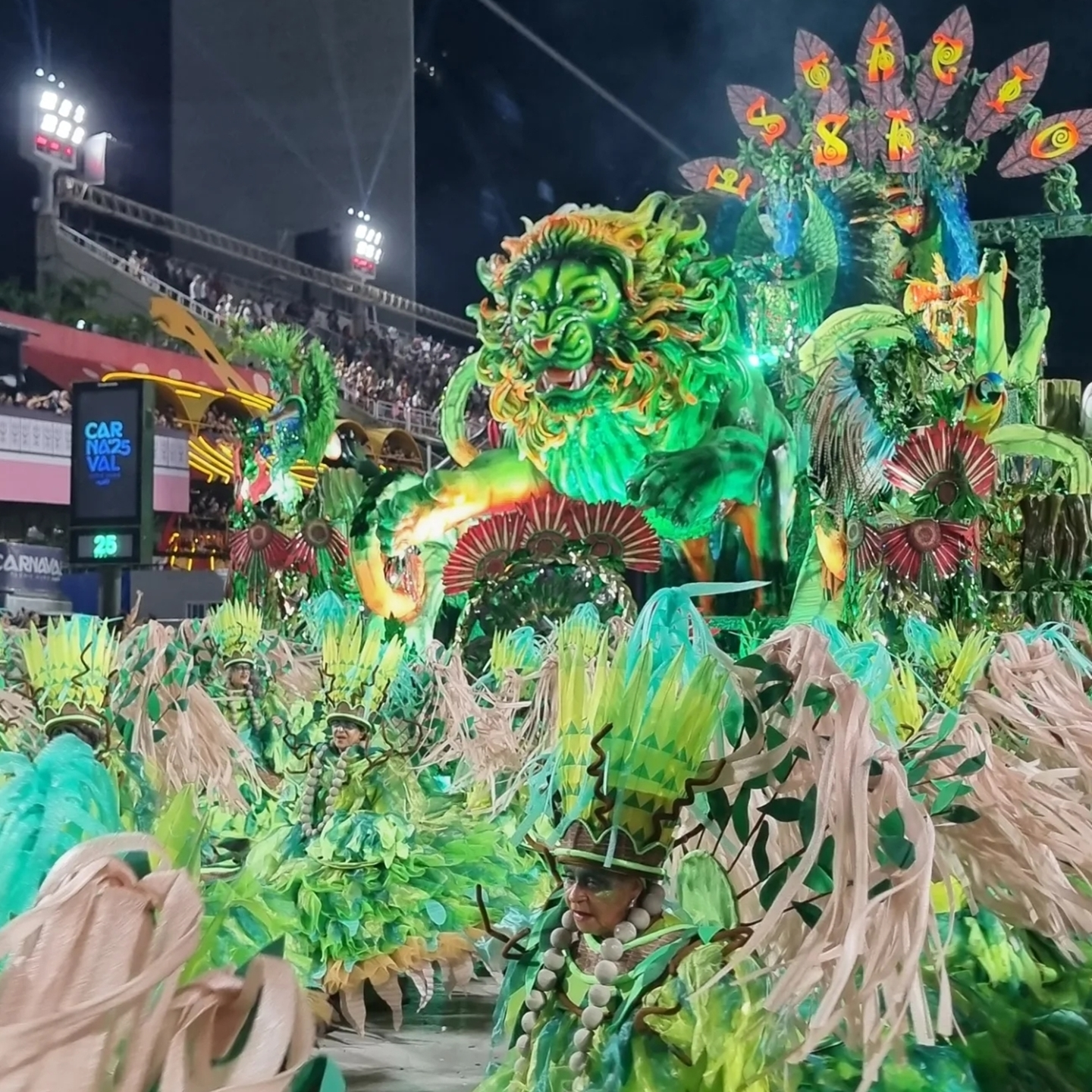
Desfile da Estácio de Sá, a vice-campeã da Série Ouro de 2025.

Estácio de Sá foi vice-campeã com dois décimos de diferença para a Niterói com um desfile sobre os encantos e riquezas da Região Amazônica. De volta à Série Ouro após ser rebaixada do Grupo Especial no ano anterior, a Unidos do Porto da Pedra foi a terceira colocada com um desfile sobre o ciclo da borracha e a cidade abandonada de Fordlândia. Quarta colocada, a União da Ilha do Governador homenageou a bailarina italiana Maria Baderna. Com um desfile sobre Cacilda de Assis, compositora e Ialorixá famosa entre as décadas de 60 e 80 por incorporar o Exu Sete da Lira, a União de Maricá se classificou na quinta colocação. Vigário Geral obteve o sexto lugar com um desfile sobre o jornalista Francisco Guimarães, morto em 1946. O Arranco terminou em sétimo ao homenagear as mães brasileiras. A União do Parque Acari fechou em oitavo lugar com um desfile sobre o violão. Nona colocada, a Em Cima da Hora realizou um desfile baseado na Ópera dos Terreiros, obra encenada nos teatros da Bahia. Inocentes de Belford Roxo se classificou em décimo lugar reeditando seu enredo de 2008, sobre Ossain e as folhas sagradas. A escola enfrentou problemas durante o desfile, como a quebra do tripé da Comissão de Frente antes de entrar no setor 1. Estreando na Marquês de Sapucaí, a Botafogo Samba Clube homenageou o Botafogo de Futebol e Regatas, clube que deu origem à agremiação, conseguindo se manter no grupo, em décimo primeiro lugar.
Penúltima colocada, a São Clemente foi rebaixada para a terceira divisão, de onde estava afastada desde 1983. A escola fez um desfile sobre proteção aos animais. De volta à segunda divisão após vencer a Série Prata de 2024, a Tradição foi rebaixada de volta para a terceira divisão, falando sobre as orações. A escola homenageou o apresentador Silvio Santos em um dos momentos, relembrando seu desfile de 2001.
| Legenda: Promovida ao Grupo Especial Rebaixadas para a terceira divisão |

| Col. | Escola                      | Enredo                                                           | Carnavalesco(a)                   | Pontos        |
| ---- | --------------------------- | ---------------------------------------------------------------- | --------------------------------- | ------------- |
| 1    | Acadêmicos de Niterói       | Vixe Maria                                                       | Tiago Martins                     | 269,5         |
| 2    | Estácio de Sá               | O Leão Se Engerou em Encantado Amazônico                         | Marcus Paulo                      | 269,3         |
| 3    | Unidos do Porto da Pedra    | A História que a Borracha do Tempo Não Apagou                    | Mauro Quintaes                    | 269,1         |
| 4    | União da Ilha do Governador | BA-DER-NA! Maria do Povo                                         | Marcus Ferreira                   | 268,9         |
| 5    | União de Maricá             | O Cavalo de Santíssimo e a Coroa do Seu 7                        | Leandro Vieira                    | 268,8         |
| 6    | Acadêmicos de Vigário Geral | Ecos de Um Vagalume                                              | Alex Carvalho e Caio Cidrini      | 268,6         |
| 7    | Arranco                     | Mães que Alimentam o Sagrado                                     | Annik Salmon                      | 267,7         |
| 8    | União do Parque Acari       | Cordas de Prata: o Retrato Musical do Povo                       | Guilherme Estevão                 | 267,5         |
| 9    | Em Cima da Hora             | Ópera dos Terreiros - O Canto do Encanto da Alma Brasileira      | Rodrigo Almeida                   | 267,2         |
| 10   | Inocentes de Belford Roxo   | Ewe, a Cura Vem da Floresta (Reedição do próprio enredo de 2008) | Cristiano Bara                    | 267,1         |
| 11   | Botafogo Samba Clube        | Uma Gloriosa História em Preto e Branco                          | Alex de Souza                     | 267           |
| 12   | São Clemente                | A São Clemente Dá Voz a Quem não Tem                             | Mauro Leite                       | 266           |
| 13   | Tradição                    | Reza                                                             | Leandro Valente                   | 265,4         |
| -    | Império Serrano             | O Que Espanta Miséria É Festa                                    | Renato Esteves                    | Hors concours |
| -    | Unidos da Ponte             | Antropoceno: Ecos de Abya Yala em Meriti’yba                     | Guilherme Diniz e Rodrigo Marques | Hors concours |
| -    | Unidos de Bangu             | Maraka'Anandê - Resistência Ancestral                            | Raphael Torres e Alexandre Rangel | Hors concours |

### Premiações
Os(as) mais premiados(as):

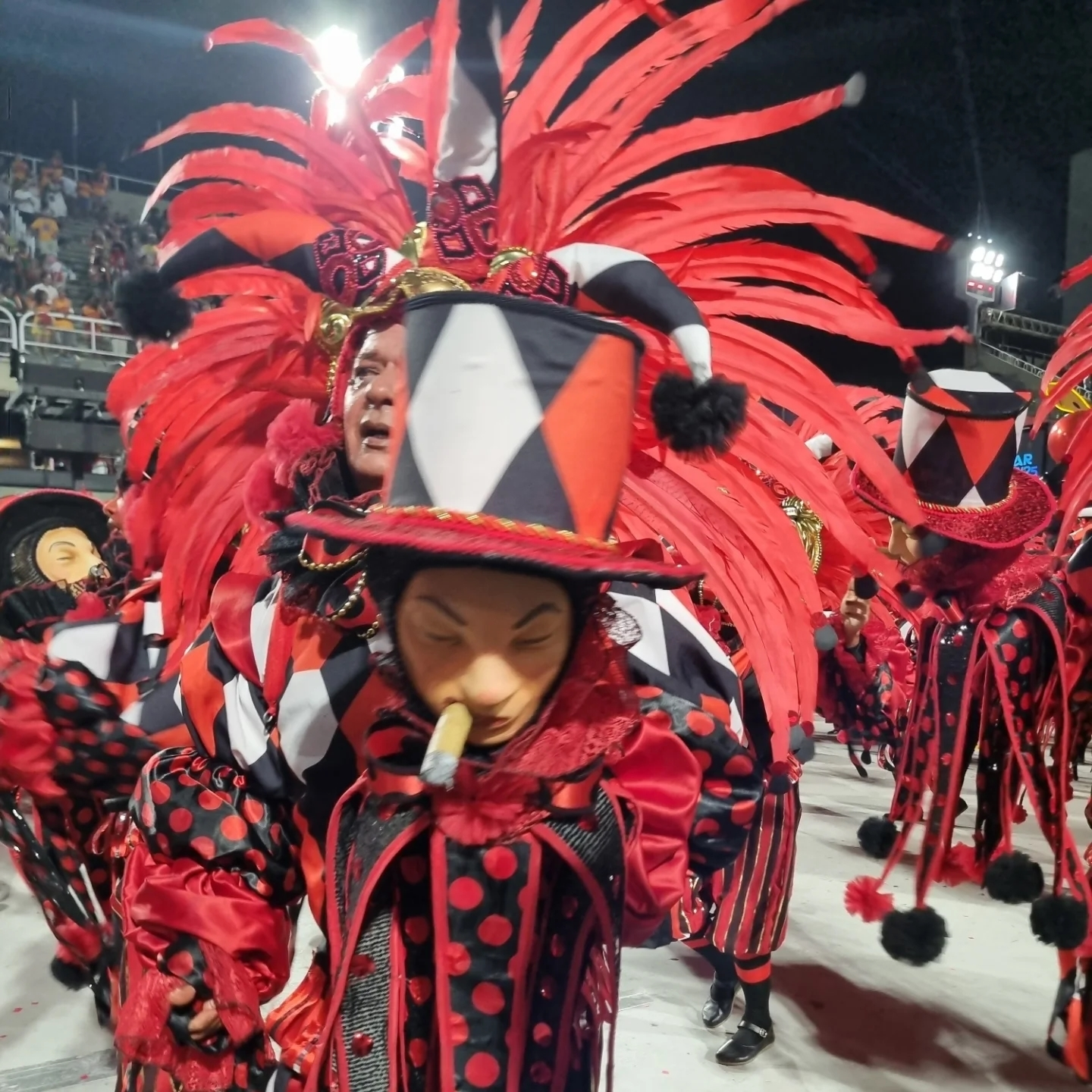
Desfile da União de Maricá, vencedora de três premiações de melhor escola além de outros prêmios de casal, passistas, baianas, alegorias e fantasias.

- Melhor Escola/Desfile: Estácio e Maricá com 3 prêmios cada.
- Samba-enredo: Império Serrano com 4 prêmios.
- Enredo: Vigário Geral com 2 prêmios.
- Bateria: Estácio com 5 prêmios.
- Mestre-sala e Porta-bandeira: Feliciano Jr. e Raphaela Caboclo (Estácio); e Fabrício e Giovanna (Maricá) com 3 prêmios cada casal.
- Comissão de Frente: Acad. de Niterói e Vigário Geral com 2 prêmios cada.
- Intérprete: Wantuir (Porto da Pedra) com 5 prêmios.
- Passistas: Maricá com 2 prêmios.
- Baianas: Maricá com 2 prêmios.
- Harmonia: União da Ilha com 2 prêmios.
- Alegorias e Fantasias: Maricá com 2 prêmios.
- Carnavalesco: Mauro Quintaes (Porto da Pedra) com 2 prêmios.

| Prêmios 2025        | Escola/Desfile   | Samba-enredo    | Melhor Enredo | Melhor Bateria  | Mestre-sala e Porta-bandeira       | Comissão de Frente | Melhor Intérprete         | Ala de Passistas | Ala de Baianas | Melhor Carnavalesco       | Melhor Harmonia  | Melhores Alegorias | Melhores Fantasias |
| ------------------- | ---------------- | --------------- | ------------- | --------------- | ---------------------------------- | ------------------ | ------------------------- | ---------------- | -------------- | ------------------------- | ---------------- | ------------------ | ------------------ |
| Estandarte de Ouro  | Porto da Pedra   | Tradição        | -             | -               | -                                  | -                  | -                         | -                | -              | -                         | -                | -                  | -                  |
| Estrela do Carnaval | Vigário Geral    | Arranco         | Arranco       | Estácio         | Feliciano Jr. e Raphaela (Estácio) | Vigário Geral      | Wantuir (Porto da P.)     | União da Ilha    | Maricá         | -                         | União da Ilha    | Maricá             | Maricá             |
| 100% Carnaval       | Maricá           | Estácio         | Vigário Geral | Estácio         | Feliciano Jr. e Raphaela (Estácio) | Arranco            | Wantuir (Porto da P.)     | Maricá           | Arranco        | Leandro Vieira (Maricá)   | -                | Maricá             | Maricá             |
| Band Folia          | Maricá           | Império Serrano | União da Ilha | União da Ilha   | Feliciano Jr. e Raphaela (Estácio) | Acad. de Niterói   | Wantuir (Porto da P.)     | Império Serrano  | -              | -                         | -                | -                  | -                  |
| Explosão in Samba   | Acad. de Niterói | Em Cima da Hora | -             | Vigário Geral   | Anderson e Eliza (Imp. Serrano)    | Maricá             | Wantuir (Porto da P.)     | Em Cima da Hora  | União da Ilha  | -                         | Acad. de Niterói | Porto da Pedra     | -                  |
| Gato de Prata       | Maricá           | Arranco         | -             | Em Cima da Hora | -                                  | -                  | Tem Tem Jr. (Ilha)        | Inocentes        | Vigário Geral  | Mauro Q. (Porto da Pedra) | Império Serrano  | -                  | -                  |
| S@mba-Net           | Estácio          | Império Serrano | Parque Acari  | União da Ilha   | Fabrício e Giovanna (Maricá)       | Vigário Geral      | Thiago e Pamela (Arranco) | Maricá           | Maricá         | -                         | -                | -                  | -                  |
| Troféu Sambario     | Estácio          | Império Serrano | -             | Estácio         | Fabrício e Giovanna (Maricá)       | -                  | Wantuir (Porto da P.)     | -                | -              | -                         | -                | -                  | -                  |
| Troféu Tupi         | Estácio          | Império Serrano | Vigário Geral | Bangu           | Fabrício e Giovanna (Maricá)       | Acad. de Niterói   | Leonardo B. (Ponte)       | -                | -              | -                         | -                | -                  | -                  |
| Plumas & Paetês     | -                | União da Ilha   | -             | Estácio         | Diego e Larissa (Arranco)          | Porto da Pedra     | Tem Tem Jr. (Ilha)        | Estácio          | -              | Mauro Q. (Porto da Pedra) | União da Ilha    | -                  | -                  |
| Troféu Bateria      | -                | -               | -             | Estácio         | -                                  | -                  | -                         | -                | -              | -                         | -                | -                  | -                  |

## Série Prata
O desfile da Série Prata foi organizado pela Superliga Carnavalesca do Brasil e realizado nas noites de 2, 3 e 4 de março de 2025, na Estrada Intendente Magalhães, no bairro do Campinho. Seguindo o modelo do Grupo Especial da LIESA, o desfile da Série Prata foi dividido em três noites com apenas uma escola campeã ascendendo à Série Ouro. As duas escolas com pior pontuação em cada noite foram rebaixadas, totalizando seis rebaixamentos.
Ordem dos desfiles
A ordem dos desfiles foi definida através de sorteio realizado pela Superliga no dia 9 de junho de 2024.
| Domingo (2 de março de 2025) | Segunda-feira (3 de março de 2025) | Terça-feira (4 de março de 2025) |
| --- | --- | --- |
| 1. Sereno de Campo Grande 2. Renascer de Jacarepaguá 3. Feitiço Carioca 4. Unidos da Barra da Tijuca 5. União de Jacarepaguá 6. Unidos de Lucas 7. Arrastão de Cascadura 8. Mocidade Unida do Santa Marta 9. Chatuba de Mesquita 10. Independente da Praça da Bandeira | 1. Independentes de Olaria 2. Flor da Mina do Andaraí 3. Império de Nova Iguaçu 4. Fla Manguaça 5. Acadêmicos do Engenho da Rainha 6. Acadêmicos de Santa Cruz 7. Vizinha Faladeira 8. Acadêmicos da Rocinha (Hors concours) 9. Leão de Nova Iguaçu 10. Alegria de Copacabana | 1. Boi da Ilha do Governador 2. Império da Uva 3. Tubarão de Mesquita 4. Acadêmicos da Abolição 5. Alegria do Vilar 6. Unidos do Jacarezinho 7. Concentra Imperial 8. Império da Tijuca 9. Acadêmicos do Cubango 10. Unidos da Vila Santa Tereza |

Quesitos e julgadores
Foram mantidos os nove quesitos de avaliação dos anos anteriores e a mesma quantidade de julgadores (quatro por quesito).
| Quesitos | Quesitos                     | Julgador 1             | Julgador 2          | Julgador 3           | Julgador 4           |
| -------- | ---------------------------- | ---------------------- | ------------------- | -------------------- | -------------------- |
|          | Mestre-Sala e Porta-Bandeira | Vera Pietro            | Nágila Santos       | Mariana Nogueira     | Suzete Soares        |
|          | Fantasias                    | Tatiane de Almeida     | Bárbara Sales       | Tina Lúcia           | Darly Pereira        |
|          | Alegorias e Adereços         | Alcina Santos          | Alessandra Ribeiro  | Débora Adolfo        | Andreza Nery         |
|          | Enredo                       | William de Souza       | Maria de Fátima     | Evelyn Lopes         | Aílton Caetano       |
|          | Samba-Enredo                 | Luciana Xavier         | Estefano Torres     | João Alexandre       | Cleide Rodrigues     |
|          | Comissão de Frente           | Carlos Alberto Pereira | Gil Lopes           | Rosa Maria Rodrigues | Cristiane dos Santos |
|          | Evolução                     | Cristiane Gomes        | João Carlos Azevedo | Yoná Pontes          | Dominique dos Santos |
|          | Harmonia                     | Deyse de Abreu         | Oseás               | Luciana Azevedo      | Guilherme Rodrigues  |
|          | Bateria                      | Diego Ivan             | Anderson Souza      | Paulo Henrique       | Arthur Xavier        |

### Primeira noite

#### Classificação da noite
| Legenda: Rebaixadas para a quarta divisão |

| Col. | Escola                            | Enredo                                                                                                | Carnavalesco(a)                              | Pontos |
| ---- | --------------------------------- | --- | -------------------------------------------- | ------ |
| 1    | Renascer de Jacarepaguá           | Aqualtune, a Inspiração Forjada em Pele Preta                                                         | Rodrigo Pacheco                              | 268,4  |
| 2    | Unidos de Lucas                   | As Lambanças de Dois Cabras da Peste, o Testamento, Alguns Tostões e o Livramento da Compadecida      | Lucas Lopes                                  | 267,6  |
| 3    | União de Jacarepaguá              | Asas: Sonho de Muitos, Privilégio de Poucos, Tecnologia de Todos (Reedição do próprio enredo de 2002) | Jorge Mendes                                 | 267,6  |
| 4    | Feitiço Carioca                   | Griot: Memórias da Carne                                                                              | Jean Rodrigues                               | 267,5  |
| 5    | Chatuba de Mesquita               | Funk-se Quem Quiser                                                                                   | Alexandre Costa, Lino Salles e Marcus do Val | 267,2  |
| 6    | Mocidade Unida do Santa Marta     | Ajeum - Alimento de Corpo e Alma                                                                      | Carila Matzenbacher                          | 267,1  |
| 7    | Arrastão de Cascadura             | Teatro Experimental do Negro - Arte, Cultura e Resistência                                            | Sandro Gomes                                 | 265    |
| 8    | Independente da Praça da Bandeira | Sinfonia Poética Daqueles que Não Se Deixaram Calar                                                   | Ricardo Paulino                              | 263,8  |
| 9    | Unidos da Barra da Tijuca         | Sapucaí - Uma Viagem em Quatro Tempos                                                                 | Aian Honorato e Guto Carrilho                | 262,9  |
| 10   | Sereno de Campo Grande            | No Sertão, Se Onde Tem Sereno, Têm Corujas... Onde Existem Profetas... Têm Chuvas!!!                  | Marcello Portella                            | 262,6  |

### Segunda noite

#### Classificação da noite
Por conta do incêndio na fábrica de fantasias no dia 12 de fevereiro de 2025, que destruiu a maior parte das suas fantasias, a Acadêmicos da Rocinha não foi julgada, sendo considerada hors concours.
| Legenda: Rebaixadas para a quarta divisão |

| Col. | Escola                          | Enredo                                                 | Carnavalesco(a)                | Pontos        |
| ---- | ------------------------------- | ------------------------------------------------------ | ------------------------------ | ------------- |
| 1    | Acadêmicos de Santa Cruz        | Os Sagrados Altares Tupiniquins                        | Cid Carvalho                   | 268,3         |
| 2    | Fla Manguaça                    | Coletivo Gazela Negra – O Quilombo Contra o Racismo    | Amarildo de Mello              | 267,2         |
| 3    | Independentes de Olaria         | Vagalume                                               | Ester Domingos e Ariel Portes  | 265,4         |
| 4    | Império de Nova Iguaçu          | O Paraíso Noçokem                                      | Larissa Pereira e Hugo Ribeiro | 265,3         |
| 5    | Vizinha Faladeira               | Carnaval para Gringo Ver                               | Marcus Ferreira                | 264,3         |
| 6    | Acadêmicos do Engenho da Rainha | Ijexá                                                  | Matheus Rodrigues              | 262,5         |
| 7    | Leão de Nova Iguaçu             | O Grande Obá                                           | Leno Vidal                     | 262           |
| 8    | Flor da Mina do Andaraí         | Vento que Venta Lá, Venta Cá. Salve o Caboclo Ventania | Clóvis Costha                  | 257,7         |
| 9    | Alegria de Copacabana           | Carnaval, a Alegria de Copacabana                      | Marco Antônio Falleiros        | 227,1         |
| –    | Acadêmicos da Rocinha           | O Menor Espetáculo da Terra                            | Allan Barbosa e Ricardo Hessez | Hors concours |

### Terceira noite

#### Classificação da noite
| Legenda: Promovida à segunda divisão Rebaixadas para a quarta divisão |

| Col. | Escola                      | Enredo                                                                                | Carnavalesco(a)                                              | Pontos |
| ---- | --------------------------- | ------------------------------------------------------------------------------------- | ------------------------------------------------------------ | ------ |
| 1    | Unidos do Jacarezinho       | Eureka! E Fez-se a Luz!                                                               | Cadu                                                         | 269,1  |
| 2    | Império da Uva              | A Boneca Preta do Brasil… Da Ancestral Referência à Resistência Atual!                | Biu Oliveira William e Marlene Martiniano                    | 268,6  |
| 3    | Acadêmicos da Abolição      | Os Reis da Rua                                                                        | Thayssa Menezes, Jovanna Souza, Raquel Martins e Pedro Duque | 268,4  |
| 4    | Acadêmicos do Cubango       | Àyàn, o Espírito dos Tambores                                                         | André Tabuquine                                              | 267,5  |
| 5    | Império da Tijuca           | Ebó, Oferendas Para os Deuses                                                         | Wagner Gonçalves                                             | 267,4  |
| 6    | Alegria do Vilar            | Zé Lourenço: do Caldeirão da Fé à Semeadura da Vida                                   | Plinio Santtos                                               | 267,2  |
| 7    | Tubarão de Mesquita         | Repense, Reflita, Recicle. Vem na Onda da Sustentabilidade com a Tubarão de Mesquita  | Comissão de Carnaval                                         | 267    |
| 8    | Unidos da Vila Santa Tereza | Salve Vovó Maria Joanna Rezadeira! Salve o Jongo da Serrinha! Saravá, Saravá, Saravá! | Edu Gonçalves                                                | 266,8  |
| 9    | Concentra Imperial          | Quem Me Guia!                                                                         | Davi Gbanna                                                  | 264,2  |
| 10   | Boi da Ilha do Governador   | Arrepia Boi da Ilha                                                                   | Fran Sérgio                                                  | 263,6  |

### Classificação geral
Com um desfile sobre a luz, a Unidos do Jacarezinho foi a campeã da Série Prata, garantindo seu retorno à segunda divisão, de onde foi rebaixada em 2013.
| Legenda: Promovida à segunda divisão Rebaixadas para a quarta divisão |

| Col. | Escola                            | Enredo                                                                                           | Carnavalesco(a)                                              | Pontos        |
| ---- | --------------------------------- | ------------------------------------------------------------------------------------------------ | ------------------------------------------------------------ | ------------- |
| 1    | Unidos do Jacarezinho             | Eureka! E Fez-se a Luz!                                                                          | Carlos Eduardo (Cadu)                                        | 269,1         |
| 2    | Império da Uva                    | Abayomis. Boneca Preta do Brasil… Da Ancestral Referência à Resistência Atual!                   | Bill Oliveira William e Silvio Cesar Ribeiro                 | 268,6         |
| 3    | Acadêmicos da Abolição            | Os Reis da Rua                                                                                   | Thayssa Menezes, Jovanna Souza, Raquel Martins e Pedro Duque | 268,4         |
| 4    | Renascer de Jacarepaguá           | Aqualtune, a Inspiração Forjada em Pele Preta                                                    | Rodrigo Pacheco                                              | 268,4         |
| 5    | Acadêmicos de Santa Cruz          | Os Sagrados Altares Tupiniquins                                                                  | Cid Carvalho                                                 | 268,3         |
| 6    | Unidos de Lucas                   | As Lambanças de Dois Cabras da Peste, o Testamento, Alguns Tostões e o Livramento da Compadecida | Lucas Lopes                                                  | 267,6         |
| 7    | União de Jacarepaguá              | Asas: Sonho de Muitos, Privilégio de Poucos, Tecnologia de Todos (Reedição do enredo de 2002)    | Jorge Mendes                                                 | 267,6         |
| 8    | Acadêmicos do Cubango             | Àyàn, o Espírito dos Tambores                                                                    | André Tabuquine                                              | 267,5         |
| 9    | Feitiço Carioca                   | Griot: Memórias da Carne                                                                         | Jean Rodrigues                                               | 267,5         |
| 10   | Império da Tijuca                 | Ebó, Oferendas Para os Deuses                                                                    | Wagner Gonçalves                                             | 267,4         |
| 11   | Chatuba de Mesquita               | Funk-se Quem Quiser                                                                              | Alexandre Costa, Lino Salles e Marcus do Val                 | 267,2         |
| 12   | Alegria do Vilar                  | Zé Lourenço: do Caldeirão da Fé à Semeadura da Vida                                              | Plinio Santtos                                               | 267,2         |
| 13   | Fla Manguaça                      | Coletivo Gazela Negra – O Quilombo Contra o Racismo                                              | Amarildo de Mello                                            | 267,2         |
| 14   | Mocidade Unida do Santa Marta     | Ajeum - Alimento de Corpo e Alma                                                                 | Carila Matzenbacher                                          | 267,1         |
| 15   | Tubarão de Mesquita               | Repense, Reflita, Recicle. Vem na Onda da Sustentabilidade com a Tubarão de Mesquita             | Comissão de Carnaval                                         | 267           |
| 16   | Unidos da Vila Santa Tereza       | Salve Vovó Maria Joanna Rezadeira! Salve o Jongo da Serrinha! Saravá, Saravá, Saravá!            | Edu Gonçalves                                                | 266,8         |
| 17   | Independentes de Olaria           | Vagalume                                                                                         | Ester Domingos e Ariel Portes                                | 265,4         |
| 18   | Império de Nova Iguaçu            | O Paraíso Noçokem                                                                                | Larissa Pereira e Hugo Ribeiro                               | 265,3         |
| 19   | Arrastão de Cascadura             | Teatro Experimental do Negro - Arte, Cultura e Resistência                                       | Sandro Gomes                                                 | 265           |
| 20   | Vizinha Faladeira                 | Carnaval para Gringo Ver                                                                         | Marcus Ferreira                                              | 264,3         |
| 21   | Concentra Imperial                | Quem Me Guia!                                                                                    | Davi Gbanna                                                  | 264,2         |
| 22   | Independente da Praça da Bandeira | Sinfonia Poética Daqueles que Não Se Deixaram Calar                                              | Ricardo Paulino                                              | 263,8         |
| 23   | Boi da Ilha do Governador         | Arrepia Boi da Ilha                                                                              | Fran Sérgio                                                  | 263,6         |
| 24   | Unidos da Barra da Tijuca         | Sapucaí - Uma Viagem em Quatro Tempos                                                            | Aian Honorato e Guto Carrilho                                | 262,9         |
| 25   | Sereno de Campo Grande            | No Sertão, Se Onde Tem Sereno, Têm Corujas... Onde Existem Profetas... Têm Chuvas!!!             | Marcello Portella                                            | 262,6         |
| 26   | Acadêmicos do Engenho da Rainha   | Ijexá                                                                                            | Matheus Rodrigues                                            | 262,5         |
| 27   | Leão de Nova Iguaçu               | O Grande Obá                                                                                     | Leno Vidal                                                   | 262           |
| 28   | Flor da Mina do Andaraí           | Vento que Venta Lá, Venta Cá. Salve o Caboclo Ventania                                           | Clóvis Costha                                                | 257,7         |
| 29   | Alegria de Copacabana             | Carnaval, a Alegria de Copacabana                                                                | Marco Antônio Falleiros                                      | 227,1         |
| –    | Acadêmicos da Rocinha             | O Menor Espetáculo da Terra                                                                      | Allan Barbosa e Ricardo Hessez                               | Hors concours |

## Série Bronze
Foi mantido o modelo adotado em 2023 com os desfiles divididos em duas noites e uma escola campeã em cada noite. Além das campeãs, as vice-campeãs também foram promovidas para a terceira divisão; enquanto as três últimas colocadas, de cada noite, foram rebaixadas para o grupo de avaliação. 
Ordem dos desfiles
A ordem dos desfiles foi definida através de sorteio realizado pela Superliga no dia 9 de junho de 2024.
| Sexta-feira (7 de março de 2025) | Sábado (8 de março de 2025) |
| --- | --- |
| 1. Leão de Quintino 2. Império de Brás de Pina 3. União do Parque Curicica 4. Lins Imperial 5. Unidos da Villa Rica 6. Arame de Ricardo 7. Unidos de Cosmos 8. Imperadores Rubro-Negros 9. Raça Rubro-Negra 10. Acadêmicos do Recreio 11. Bangay | 1. Acadêmicos de Jacarepaguá 2. Acadêmicos do Dendê 3. Siri de Ramos 4. Mocidade de Vicente de Carvalho 5. Unidos da Vila Kennedy 6. Gato de Bonsucesso 7. Força Jovem 8. Império Ricardense 9. Caprichosos de Pilares 10. Unidos do Cabuçu 11. Acadêmicos do Peixe |

Quesitos e julgadores
Foram mantidos os nove quesitos de avaliação dos anos anteriores e a mesma quantidade de julgadores (quatro por quesito).
| Quesitos | Quesitos                     | Julgador 1             | Julgador 2          | Julgador 3           | Julgador 4           |
| -------- | ---------------------------- | ---------------------- | ------------------- | -------------------- | -------------------- |
|          | Mestre-Sala e Porta-Bandeira | Vera Pietro            | Nágila Santos       | Mariana Nogueira     | Suzete Soares        |
|          | Fantasias                    | Tatiane de Almeida     | Bárbara Sales       | Tina Lúcia           | Darly Pereira        |
|          | Alegorias e Adereços         | Alcina Santos          | Alessandra Ribeiro  | Débora Adolfo        | Andreza Nery         |
|          | Enredo                       | William de Souza       | Maria de Fátima     | Evelyn Lopes         | Aílton Caetano       |
|          | Samba-Enredo                 | Luciana Xavier         | Estefano Torres     | João Alexandre       | Cleide Rodrigues     |
|          | Comissão de Frente           | Carlos Alberto Pereira | Gil Lopes           | Rosa Maria Rodrigues | Cristiane dos Santos |
|          | Evolução                     | Cristiane Gomes        | João Carlos Azevedo | Yoná Pontes          | Dominique dos Santos |
|          | Harmonia                     | Deyse de Abreu         | Oseás               | Luciana Azevedo      | Guilherme Rodrigues  |
|          | Bateria                      | Diego Ivan             | Anderson Souza      | Paulo Henrique       | Arthur Xavier        |

### Primeira noite
A primeira noite de desfiles da Série Bronze foi realizada na Estrada Intendente Magalhães, tendo início às 20 horas da sexta-feira, dia 7 de março de 2025.

#### Classificação da noite
Com um desfile sobre as diversas manifestações culturais do Brasil, a União do Parque Curicica foi a campeã da Série Bronze, garantindo seu retorno para a terceira divisão, de onde foi rebaixada em 2023. Com um desfile sobre Chico Rei, a Lins Imperial conquistou o vice-campeonato da Série Bronze, garantindo seu retorno à Série Prata, de onde foi rebaixada no ano anterior.
| Legenda: Promovidas à terceira divisão Rebaixadas para a quinta divisão |

| Col. | Escola                   | Enredo                                                                           | Carnavalesco(a)                           | Pontos |
| ---- | ------------------------ | -------------------------------------------------------------------------------- | ----------------------------------------- | ------ |
| 1    | União do Parque Curicica | A Curicica Festeja a Cultura Brasileira                                          | Plínio Santtos                            | 269,1  |
| 2    | Lins Imperial            | Galanga Muzinga – A Saga de Chico Rei                                            | André Marins e Agnaldo Corrêa             | 269    |
| 3    | Unidos de Cosmos         | Eu Quero! (Reedição do carnaval do Império Serrano de 1986)                      | Raphael Ladeira                           | 267,5  |
| 4    | Unidos da Villa Rica     | Façam Suas Apostas, a Sorte Foi Lançada!                                         | Comissão de Carnaval                      | 266,6  |
| 5    | Imperadores Rubro-Negros | Mãe Edelzuita, a Guardiã da Fé - o Início, Meio e Continuidade                   | Fran Sérgio                               | 266,5  |
| 6    | Acadêmicos do Recreio    | Toda Ação Tem Uma Reação em Nosso Ambiente                                       | Rodrigo Pacheco                           | 266,4  |
| 7    | Leão de Quintino         | Caminhos do Bem: Tião Casemiro, a Voz de Ouro da Umbanda, Canta Para o Leão      | Giovani Leal                              | 265,8  |
| 8    | Império de Brás de Pina  | Numa Folha Qualquer                                                              | Comissão de Carnaval                      | 265,5  |
| 9    | Raça Rubro-Negra         | Negro Sim, de Sangue Rubro, sou Raça! Na Luta por Anastácias sem Mordaça!        | Paula Avarenga                            | 265,1  |
| 10   | Bangay                   | Nordestino – É Sinônimo de Luta, Cultura e Tradição                              | Sandra Andréa, Diego Rammuz e Edmo Cabral | 264,3  |
| 11   | Arame de Ricardo         | A Dama do Paço e o Arame Anunciam: Balança Sambada, Vem Aí o Cortejo Da Coroação | Pablo Azevedo e Renato Vieitas            | 263,9  |

### Segunda noite

#### Classificação da noite
Acadêmicos do Dendê venceu a segunda noite da Série Bronze, garantindo seu retorno à terceira divisão, de onde foi rebaixada no ano anterior. A escola realizou um desfile em homenagem ao jornalista e político David Miranda, morto em 2023. Com um desfile sobre o Maranhão, o Siri de Ramos foi vice-campeão da segunda noite, garantindo seu retorno à terceira divisão, de onde estava afastado desde 2022.
| Legenda: Promovidas à terceira divisão Rebaixadas para a quinta divisão |

| Col. | Escola                          | Enredo                                                                                  | Carnavalesco(a)                             | Pontos |
| ---- | ------------------------------- | --------------------------------------------------------------------------------------- | ------------------------------------------- | ------ |
| 1    | Acadêmicos do Dendê             | David Miranda - Um Legado de Resistência                                                | Marco Antônio Falleiros                     | 268,8  |
| 2    | Siri de Ramos                   | Sons e Ritmos da Capital da Encantaria                                                  | Alexandre Costa, Lino Sales e Marcus do Val | 268,6  |
| 3    | Unidos da Vila Kennedy          | Toni Garrido: O Nosso Orfeu Negro                                                       | Lucas Lopes                                 | 268,3  |
| 4    | Unidos do Cabuçu                | Há Quem Passe Pela África… Veja: Quem é Você?                                           | Wladimir Morellembaumm                      | 266,9  |
| 5    | Mocidade de Vicente de Carvalho | Morena, Menina Danada, Minha Mulata Apaixonada                                          | Thales Porto                                | 266,7  |
| 6    | Acadêmicos do Peixe             | Nem Tudo que Cai na Rede É Peixe!                                                       | Joe Uliana e Ramon Erbiste                  | 265,5  |
| 7    | Caprichosos de Pilares          | Jackson Martins, a Estrela que Não se Apagou!                                           | Diângelo Fernandes "Dy"                     | 265,4  |
| 8    | Força Jovem                     | De Um Mundo Sem Cor, a Força Jovem Faz de Uma Folha em Branco, Nascer Uma Nova História | Rodrigo Almeida                             | 265,3  |
| 9    | Império Ricardense              | Era Uma Vez .... Lendas e Folclore de Uma Terra Chamada Brasil                          | Alexandre Gonçalves                         | 264,3  |
| 10   | Gato de Bonsucesso              | Histórias de Gatos – Lendas e Curiosidades de Um Felino Amado                           | Cátia Calixto                               | 263,3  |
| 11   | Acadêmicos de Jacarepaguá       | Caminhos Abertos Para a Boa Sorte                                                       | George Giordano e Hugo D’Logun Edé          | 260,1  |

## Grupo de Avaliação
O desfile do Grupo de Avaliação foi organizado pela Superliga Carnavalesca do Brasil e realizado na Estrada Intendente Magalhães.
Quesitos e julgadores
Foram mantidos os nove quesitos de avaliação dos anos anteriores e a mesma quantidade de julgadores (dois por quesito).
| Quesitos | Quesitos                     | Julgador 1             | Julgador 2           |
| -------- | ---------------------------- | ---------------------- | -------------------- |
|          | Mestre-Sala e Porta-Bandeira | Vera Pietro            | Mariana Nogueira     |
|          | Fantasias                    | Tatiane de Almeida     | Tina Lúcia           |
|          | Alegorias e Adereços         | Alcina Santos          | Débora Adolfo        |
|          | Enredo                       | William de Souza       | Evelyn Lopes         |
|          | Samba-Enredo                 | Luciana Xavier         | João Alexandre       |
|          | Comissão de Frente           | Carlos Alberto Pereira | Rosa Maria Rodrigues |
|          | Evolução                     | Cristiane Gomes        | Yoná Pontes          |
|          | Harmonia                     | Deyse de Abreu         | Luciana Azevedo      |
|          | Bateria                      | Diego Ivan             | Paulo Henrique       |

### Ordem dos desfiles
A ordem dos desfiles foi definida através de sorteio realizado pela Superliga no dia 30 de janeiro de 2025. Para essa edição foi adotado um novo modelo com as dez escolas participantes desfilando em duplas no período de 2 a 8 de março de 2025, antes dos desfiles das Séries Prata e Bronze.
| Domingo (2 de março de 2025)                                  | Segunda-feira (3 de março de 2025)  | Terça-feira (4 de março de 2025)                    | Sexta-feira (7 de março de 2025)       | Sábado (8 de março de 2025)                                 |
| ------------------------------------------------------------- | ----------------------------------- | --------------------------------------------------- | -------------------------------------- | ----------------------------------------------------------- |
| 1. Mocidade Unida da Cidade de Deus 2. Império da Resistência | 1. Novo Império 2. Difícil É o Nome | 1. América Samba e Paixão 2. Coroado de Jacarepaguá | 1. Rosa de Ouro 2. Unidos do Valqueire | 1. Mocidade Independente de Inhaúma 2. Unidos de Manguinhos |

### Classificação
Com um enredo sobre a escrava Anastácia, a Rosa de Ouro foi a campeã do Grupo de Avaliação, conquistando seu retorno à quarta divisão, de onde foi rebaixada no ano anterior. Vice-campeã, a Novo Império garantindo sua promoção inédita à quarta divisão.
| Legenda: Promovidas à quarta divisão |

| Col.                                | Escola                           | Enredo                                                                                                  | Carnavalesco(a)                 | Pontos |
| ----------------------------------- | -------------------------------- | --- | ------------------------------- | ------ |
| 1                                   | Rosa de Ouro                     | Anastácia                                                                                               | Cátia Calixto e Deo Carlos      | 178,6  |
| 2                                   | Novo Império                     | Sincretismo e Magia: As Bênçãos de Xangô e Nossa Senhora no Carnaval da Novo Império                    | Alex Santiago e Elvis Luiz      | 178,1  |
| 3                                   | Coroado de Jacarepaguá           | Chico Mendes Coroado                                                                                    | André Henrique                  | 176    |
| 4                                   | Mocidade Unida da Cidade de Deus | Sob o Céu Iluminado, Cidade de Deus Anuncia: Chegou o Circo! Salve o Povo Cigano, Andarilhos da Alegria | Direção de carnaval             | 175,7  |
| 5                                   | Império da Resistência           | Malandros e Malandras Cariocas                                                                          | Felipe Cunha e Luiz Di Paulanis | 175,6  |
| 6                                   | Unidos do Valqueire              | Festas Suburbanas                                                                                       | Luiz Lima                       | 175,5  |
| 7                                   | Unidos de Manguinhos             | Bem-Aventuradas São as Mulheres Negras do Brasil                                                        | Diangelo Fernandes              | 174,7  |
| 8                                   | Difícil É o Nome                 | China: Legado Milenar                                                                                   | Flavio Lins                     | 174,3  |
| 9                                   | Mocidade Independente de Inhaúma | Na Raiz da Paixão, Renasce Uma Escola                                                                   | Edson Siqueira                  | 174,1  |
| América Samba e Paixão não desfilou |                                  | |                                 |        |

## Escolas mirins
O desfile das escolas mirins foi organizado pela Associação das Escolas de Samba Mirins do Rio de Janeiro (AESM-Rio) e realizado no Sambódromo da Marquês de Sapucaí, a partir das 17 horas e 45 minutos da sexta-feira, dia 7 de março de 2025, sendo a segunda vez que esse desfile não acontece na terça-feira do Carnaval em razão da ampliação dos dias dos desfiles do Grupo Especial. A primeira vez que isso aconteceu foi em 2022, quando as apresentações se realizaram num domingo de abril por conta do adiamento do carnaval para aquele mês com a flexibilização das medidas contra a Pandemia de COVID-19. O desfile marcou a estreia dos Netinhos do Tuiuti, escola mirim do Paraíso do Tuiuti. As escolas mirins não são julgadas.
| Ordem dos desfiles | Escola                                 | Enredo                                                                                           |
| ------------------ | -------------------------------------- | ------------------------------------------------------------------------------------------------ |
| 1                  | Netinhos do Tuiuti                     | Alegria (Releitura do samba-enredo da Paraíso do Tuiuti em 1982)                                 |
| 2                  | Pimpolhos da Grande Rio                | Estamos aí, Falando Tupi!                                                                        |
| 3                  | Inocentes da Caprichosos               | Amarú Mayú – Um Inocente Passeio Amazônico na Sapucaí                                            |
| 4                  | Infantes do Lins                       | João, o Menino dos Ritmos do Brasil                                                              |
| 5                  | Golfinhos do Rio de Janeiro            | A Aventura do Golfinho, Vitória-Régia, Boto-cor-de-rosa e Iara na Amazônia Azul                  |
| 6                  | Corações Unidos do Ciep                | Vermelho que Te Quero Vermelho! Na Vida que Brota em Cada Estação, Vermelho É Força, É Renovação |
| 7                  | Herdeiros da Vila                      | Quem Avisa É o Zé                                                                                |
| 8                  | Tijuquinha do Borel                    | Minha Praia É de Todas as Tribos                                                                 |
| 9                  | Aprendizes do Salgueiro                | Uni-Duni-Te: O Aprendizes Escolheu Você                                                          |
| 10                 | Ainda Existem Crianças na Vila Kennedy | Flávio à Estrela                                                                                 |
| 11                 | Virando Esperança                      | Orfeu, o Negro do Carnaval (Releitura do samba-enredo da Unidos do Viradouro em 1998)            |
| 12                 | Estrelinha da Mocidade                 | A Lenda do Guaraná                                                                               |
| 13                 | Nova Geração do Estácio                | Circo Crescer e Viver com a Nova Geração                                                         |
| 14                 | Império do Futuro                      | Estórias do Arco da Velha                                                                        |
| 15                 | Filhos da Águia                        | Quando Eu Penso no Futuro não Esqueço o Meu Passado                                              |
| 16                 | Mangueira do Amanhã                    | A Menina da Terra do Boi Coroado                                                                 |
| 17                 | Petizes da Penha                       | Estou Gamado em Você                                                                             |
| 18                 | Miúda da Cabuçu                        | Kathlen Romeu, Vidas Negras Importam?                                                            |

## Blocos de enredo
Os desfiles são organizados pela Federação dos Blocos Carnavalescos do Estado do Rio de Janeiro (FBCERJ).

### Grupo 1
O desfile do Grupo 1 dos blocos de enredo foi realizado a partir das 20 horas do sábado, dia 1.° de março de 2025, na Estrada Intendente Magalhães, em Madureira. Cada bloco teve até 45 minutos para se apresentar.
| Ordem dos desfiles |
| 1. Independente de Nova América 2. Vai Barrar? Nunca! 3. Cometas do Bispo 4. União da Ponte 5. Novo Horizonte 6. Unidos do Bandeirante 7. Unidos do Alto da Boa Vista 8. Renascer de Vaz Lobo 9. Império do Gramacho 10. Bloco do Barriga |

Quesitos e julgadores
Foram mantidos os oito quesitos de avaliação dos anos anteriores e a mesma quantidade de julgadores (dois por quesito).
| Quesitos | Quesitos                                      | Julgador 1             | Julgador 2                     |
| -------- | --------------------------------------------- | ---------------------- | ------------------------------ |
|          | Alegorias                                     | Laerte Gunini          | Luiz Gustavo Nostalgia         |
|          | Bateria                                       | Márcio Cesário         | Arthur Harter                  |
|          | Fantasias                                     | Andreia Cristina Serra | Elaine Albuquerque             |
|          | Enredo                                        | Wilsa Mendes Costa     | Célia Defranco                 |
|          | Evolução                                      | Renata Fabris          | Marta Maria Figueredo          |
|          | Estandarte                                    | Geane Pernambuco       | Nádia Narciso                  |
|          | Coreografia de Mestre-Sala e Porta-Estandarte | Aída Lobo              | Adriane Nunes                  |
|          | Samba-enredo                                  | Andreia Ágata          | Maurício José Caldera da Silva |

#### Classificação
| Legenda: Campeão * Sem informação disponível Rebaixado para o Grupo 2 |

| Col. | Bloco                        | Enredo                                                                                              | Carnavalesco(a)        | Pontos |
| ---- | ---------------------------- | --------------------------------------------------------------------------------------------------- | ---------------------- | ------ |
| 1    | Renascer de Vaz Lobo         | Onde Está Você, Minha Amada Colombina?                                                              | Pedro Lucas            | 169,5  |
| 2    | Vai Barrar? Nunca!           | É Chocolate!                                                                                        | Jairo Gama             | 169,1  |
| 3    | Bloco do Barriga             | Se a Canoa Não Virar                                                                                | *                      | 169,1  |
| 4    | Unidos do Alto da Boa Vista  | A Luta Não Pode Parar! Onde Quiser, Como Quiser                                                     | *                      | 168,8  |
| 5    | Império do Gramacho          | Luar do Sertão. O Rei do Baião                                                                      | Comissão de Carnaval   | 168,1  |
| 6    | Cometas do Bispo             | O Alquimista da Música                                                                              | Paulo C. Baron         | 168    |
| 7    | União da Ponte               | *                                                                                                   | Comissão de Carnaval   | 166,6  |
| 8    | Unidos dos Bandeirantes      | Batuque                                                                                             | Gilmar Oliveira Xavier | 169,1  |
| 9    | Novo Horizonte               | Carioca é Praia, Futebol e Samba!                                                                   | Fernando Angelo        | 168,3  |
| 10   | Independente de Nova América | Alô, povão! Agora é sério! Canta Independente de Nova América. Segura isso é comunidade Hein! PLIM… | Clébio de Freitas      | 167,8  |

### Grupo 2
O desfile do Grupo 2 dos blocos de enredo foi realizado a partir das 20 horas do sábado, dia 1.° de março de 2025, na Avenida República do Chile, no Centro do Rio de Janeiro. Cada bloco teve até 45 minutos para se apresentar.
| Ordem dos desfiles |
| 1. Mocidade Unida da Mineira 2. Foliões de Rocha Miranda 3. Canários das Laranjeiras 4. Amigos de Tinguá 5. Resistentes da Lapa 6. Birita, Mas Não Cai 7. Bloco do China 8. Raízes da Tijuca 9. Mocidade Unida de Manguariba 10. Bafo da Onça |

Quesitos e julgadores
Foram mantidos os oito quesitos de avaliação dos anos anteriores e a mesma quantidade de julgadores (dois por quesito).
| Quesitos | Quesitos                                      | Julgador 1                 | Julgador 2                     |
| -------- | --------------------------------------------- | -------------------------- | ------------------------------ |
|          | Alegorias                                     | Alexandra Carla de Freitas | Arleson Rezende                |
|          | Bateria                                       | Juarez Nascimento          | Luiz Carlos Leitão de Oliveira |
|          | Fantasias                                     | Luz Nogueira               | Renato Marques da Silva        |
|          | Enredo                                        | Eliz Viana                 | Leandro Melo                   |
|          | Evolução                                      | Renato Santos              | Jorceli Firmino de Oliveira    |
|          | Estandarte                                    | Cláudio Dominicina         | Raiane Brasil da Silva         |
|          | Coreografia de Mestre-Sala e Porta-Estandarte | Alex Oliveira              | Mauro Lima de Souza            |
|          | Samba-enredo                                  | Marcelo de Souza Luz       | Valter Honorato Gomes          |

#### Classificação
| Legenda: Promovido ao Grupo 1 * Sem informação disponível |

| Col.                                                             | Bloco                        | Enredo                                                          | Carnavalesco(a)     | Pontos |
| ---------------------------------------------------------------- | ---------------------------- | --------------------------------------------------------------- | ------------------- | ------ |
| 1                                                                | Birita, Mas Não Cai          | O Mundo Azul e Branco de Carlos Ribeiro: O Destaque Em Destaque | *                   | 169,6  |
| 2                                                                | Raízes da Tijuca             | Ancestralidade                                                  | *                   | 169,5  |
| 3                                                                | Resistentes da Lapa          | Lapa: Resistência, Amor e Carnaval                              | Dhel Aquino         | 168,6  |
| 4                                                                | Mocidade Unida de Manguariba | Os Bois Contrários                                              | Ricardo Nascimento  | 168,5  |
| 5                                                                | Amigos de Tinguá             | Mares (reeleitura do enredo de 2007)                            | Colibri de Mesquita | 168,3  |
| 6                                                                | Canários das Laranjeiras     | *                                                               | *                   | 167,6  |
| 7                                                                | Mocidade Unida da Mineira    | África, a Nação Guerreira, Yorubá                               | André Tabuquini     | 167,4  |
| 8                                                                | Bloco do China               | *                                                               | *                   | 165,8  |
| Foliões de Rocha Miranda e a Bafo da Onça foram desclassificadas |                              |                                                                 |                     |        |